# Margaret Maughan
Margaret Maughan (19 de junio de 1928-20 de mayo de 2020) fue una competidora paralímpica de arco, dardo y bolos británica. Fue la primera medallista de oro de Gran Bretaña en los Juegos Paralímpicos, y ganó cuatro medallas de oro y dos de plata en los Juegos. Encendió el caldero en el Estadio Olímpico de Londres en la ceremonia de inauguración de los Juegos Paralímpicos de Verano de 2012.

## Biografía
Maughan era de Lancashire, Inglaterra, y fue una de cuatro hijos. Su padre era minero. Ella trabajó como profesora de ciencias. Quedó paralizada de la cintura para abajo y no pudo caminar debido a un accidente de tráfico en Nyasalandia (actual Malaui ) en 1959. Después de estar en el hospital de Nyasalandia durante dos meses, regresó a Gran Bretaña y fue tratada en el Hospital de Stoke Mandeville, donde el fundador de la unidad de lesiones de la columna vertebral, Ludwig Guttmann, fue pionero en el uso del deporte como parte de la terapia. Allí, se dedicó al tiro con arco y se unió a un club. El hospital había sido el sitio de los Juegos Stoke Mandeville, una competición deportiva para atletas en silla de ruedas que posteriormente se convirtió en los Juegos Paralímpicos. Maughan dijo que el tiro con arco la ayudó a mantener el equilibrio en su silla de ruedas. Compitió en los Juegos Nacionales de Silla de Ruedas de 1960.  
Debido a su condición se le hizo difícil conseguir empleo; aunque era una maestra calificada, se suponía que una mujer en silla de ruedas no podía controlar a una clase de estudiantes. Antes del accidente, no se consideraba "deportiva".

## Carrera paralímpica
Fue seleccionada como parte de la delegación de Gran Bretaña en los Novenos Juegos Stoke Mandeville, más tarde conocidos como los Primeros Juegos Paralímpicos de Verano, celebrados en  Roma en 1960. Compitió en un solo evento de tiro con arco, la ronda abierta femenina de Columbia. Con 484 puntos, ganó la primera medalla de oro paralímpica de Gran Bretaña. Debido a la desorganización en el seguimiento de los puntajes, tuvo que ser llevada de regreso a la villa olímpica para recibir su premio. También participó en natación en Primeros Juegos Paralímpicos de Verano en Roma en 1960;  en la competición femenina 50 m espalda completa clase 5. Al set la única competidora en la carrera, ganó al completar los 50 metros completos, con un tiempo de 1: 49.2.   
Participó en los Juegos Paralímpicos de Tel Aviv 1968, Juegos Paralímpicos de Heidelberg 1972, en los Juegos Paralímpicos de Toronto 1976, en los Juegos Paralímpicos de Arnhem 1980, en los que obtuvo un total de seis medallas (tres oros y tres platas).
En 2012 fue la encargada de encender el pebetero de la llama olímpica, en los actos inaugurales de los Juegos Paralímpicos de Londres.

## Palmarés
Natación
- Medalla de Oro Primeros Juegos Paralímpicos de Verano, Roma 1960

Tiro con arco
- Medalla de Oro Primeros Juegos Paralímpicos de Verano, Roma 1960.
- Medalla de Plata Juegos Paralímpicos de Toronto 1976. (modalidad parejas)
- Medalla de Plata Juegos Paralímpicos de Toronto 1976. (modalidad individual)

Aviación (híbrido de tiro con arco y dardos)
- Medalla de Plata Juegos Paralímpicos de Heidelberg 1972.

Cuencos del césped, modalidad parejas
- Medalla de Plata Juegos Paralímpicos de Arnhem 1980.

## Post carrera y muerte
Después de retirarse del deporte, trabajó como entrenadora en el club Stoke Mandeville. Fue la última portadora de la antorcha que encendió la Llama Paralímpica, abriendo los Juegos Paralímpicos de Verano 2012 en Londres.
Falleció el 20 de mayo de 2020 a los noventa y un años. Hablando después de que se anunció su muerte, Nick Webborn, presidente de la Asociación Paralímpica Británica, dijo que «aunque su fallecimiento es extremadamente triste, el hecho de que ella vivió hasta los 91 años es testimonio del trabajo de Sir Ludwig Guttman, quien transformó el cuidado de personas con lesión de la médula espinal, y que a través del deporte las personas con discapacidad pueden disfrutar de una vida rica y satisfactoria»[cita requerida].